# Östlicher Engelhai
Der Östliche Engelhai (Squatina albipunctata) ist eine in den Gewässern vor dem östlichen Australien endemisch vorkommende Haiart aus der Familie der Engelhaie.

## Merkmale
Der Östliche Engelhai ist ein mittelgroßer Engelhai, der eine Körperlänge von maximal bis 132 cm erreicht. Während die Weibchen bei einer Gesamtlänge (TL) von 130 cm ein Gewicht von 20 kg erreichen, wiegen die kleiner bleibenden Männchen bei einer Gesamtlänge von 110 cm 8 kg. Seine gelb- bis schokoladenbraune dorsale Körperseite ist dicht mit kleinen und dunkel umrandeten, weißen sowie braunen Flecken gezeichnet. Die Schnauze ist sehr kurz und der Zwischenaugenbereich konkav ausgebildet, vom Australischen Engelhai (Squatina australis) unterscheidet sich die Art durch deutlich Dornbildungen an den Augen. Die Barteln haben ausgezogene Spitzen und sind gefingert, die Kopffalten sind flach. Die Spritzlöcher liegen nahe an den Augen und sind breiter als eine Augenlänge.
Wie bei anderen Engelhaien sind Kopf und Körper abgeflacht, die Brustflossen breit und an der Basis sehr fleischig und die Bauchflossen länglich. Beide Rückenflossen sind gleich groß und stehen nah beieinander. Durch die auf der dorsalen Körperseite befindlichen Augen und Atemlöcher ähnelt der Östliche Engelhai einem Rochen. Die Anzahl Wirbel beträgt 134 bis 139.

## Verbreitung

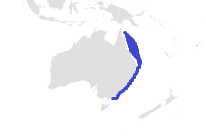
Verbreitungsgebiet des Östlichen Engelhais (blau)

Der Östliche Engelhai ist ein Endemit der Gewässer vor Ostaustralien. Man findet ihn vor Lakes Entrance, Victoria, entlang der Küste von New South Wales bis Cairns im Norden von Queensland. Vermutlich ist der Bestand im nördlichen Artareal geringer als im mittleren und südlichen Verbreitungsgebiet.

## Lebensraum und Lebensweise
Der Östliche Engelhai bewohnt den Kontinentalschelf und den oberen Kontinentalhang in einer Tiefe von 35 bis 415 m. Er ernährt sich von Fischen und Krebstieren, über die Habitatansprüche der bodenbewohnenden Art ist nur wenig bekannt.
Der Östliche Engelhai bringt je Wurf 10 bis 13 lebende Junge, nach anderen Quellen bis 20 Jungtiere, mit etwa 27 bis 30 cm Gesamtlänge (TL) zur Welt.

## Gefährdung
In der südlichen Hälfte seines Verbreitungsgebiets ist der Östliche Engelhai ein Beifang bei der Schleppnetzfischerei. Sein Fleisch ist wohlschmeckend und wird als Engelhai, Fischfilet oder Seeteufel (Monkfish) vermarktet. Durch die Schleppnetzfischerei auf gegenwärtigem Niveau wird der Bestand vergleichsweise gering bleiben. Von der International Union for Conservation of Nature and Natural Resources (IUCN) wird die Art als gefährdet (vulnerable, vu) eingestuft.

## Systematik
Der Östliche Engelhai wurde 2008 von Peter R. Last und William T. White in der Zootaxa gemeinsam mit dem Westlichen Engelhai (Squatina pseudocellata) und dem Indonesischen Engelhai (Squatina legnota) wissenschaftlich erstbeschrieben. Zuvor wurde er bereits 2005 als noch zu beschreibende Art Sqatina sp. A in dem Buch Sharks of the World von Leonard Compagno et al. (2005) aufgenommen.
Auf der Basis einer molekularbiologischen Untersuchungen der Engelhaie konnte gezeigt werden, dass er gemeinsam mit den drei anderen beschriebenen Engelhaien der australischen Küsten ein Taxon bildet, das sich wahrscheinlich in der Kreide vor etwa 80 Millionen Jahren von dem Afrikanischen Engelhai (Squatina africana) abgespalten hat. Innerhalb dieses Taxons wird der Östliche Engelhai den anderen drei Arten als ursprünglichste Art gegenübergestellt.